# Giao hưởng số 16 (Mozart)
Giao hưởng số 16, cung Đô trưởng, K. 128 là bản giao hưởng của nhà soạn nhạc người Áo Wolfgang Amadeus Mozart. Đây là bản giao hưởng đầu tiên trong ba bản ông viết vào tháng 5 năm 1772, khi đó Mozart mới có 16 tuổi. Bản giao hưởng này được viết tại căn nhà số 5 đường số 20 tại Luân Đôn, Anh. Bản thảo của tác phẩm được lưu giữ tại Staatsbibliothek Preußischer Kulturbesitz ở Berlin.